# 筆華棋
筆華棋（英語：Matt Chung，1988年10月8日—），香港作家、編劇、電視節目及網台主持。

## 簡介
筆華棋曾就讀聖若瑟小學和聖若瑟書院，中二後往美國升學，二十歲於波士頓大學畢業，主修經濟系。畢業後，先後於《東Touch》及其他潮流媒體任職時裝編輯。筆名「筆華棋」源自電影《紅燈區》角色「畢華祺」，將「畢」轉為「筆」是讓人更容易聯想到寫作。2013年，曾跟馬天佑和港台七位女藝人，合力製作相片故事集《七宗罪 (小說)》。2014年創立緬甸晶宮，跟尹光合唱一曲，因而為人認識。2015年，推出真人真事改編小說《賺錢買維他奶》，關於富二代去便利店打工找尋人生意義，自此被冠以「富二代作家」。2016年，推出極具爭議性的散文集《Playboy文》，披露富二代真人真事。寫作以外，他亦有擔任網台及電視節目主持。2017年，正式涉獵電影，擔任編劇。

## 作品

### 書籍
- 2013年：《七宗罪 (小說)》
- 2015年：《賺錢買維他奶》
- 2016年：《Playboy文》
- 2016年：《點五步》電影小說
- 2017年：《X二代》

### 編劇
- 2017年：《私人會所 (電影)》

### 填詞
- 2014年：《緬甸晶宮主題曲》（主唱：尹光）
- 2015年：《有一種無奈叫富二代》（《賺錢買維他奶》主題曲）
- 2015年：《千言千語》（主唱：吳千語）

### 專欄
- 《港股策略王》（逢星期五）
- 《Esquire》
- 《香港投資日報》
- 《Menclub》
- 《Whassup》
- 《men's uno》
- 《新報 (香港)》
- 《JMEN》

### 電台節目
- 2011年：《明星潮醫館》（謎米香港）
- 2013年：《三粒花生酥》（謎米香港）
- 2016年：《型生會》（謎米香港）
- 2016年：《文人多說話》（謎米香港）
- 2017年：《筆是潮人》（亞洲電視）

### 電視節目
- 2016年：《No Money No Talk》（ViuTV）
- 2018年：《電影花生友》（亞洲電視）

## 外部連結
- 筆華棋 Facebook
- 筆華棋 微博